# All the Best (video Zucchero Fornaciari)
All the Best è il terzo album video del cantautore italiano Zucchero Fornaciari, pubblicato il 23 novembre 2007.

## Descrizione
Il DVD contiene 35 video musicali dei brani di maggior successo dell'artista.

## Tracce
1. Rispetto
2. Dune mosse
3. Senza una donna
4. Overdose (d'amore)
5. Il mare impetuoso al tramonto salì sulla Luna e dietro una tendina di stelle...
6. Diamante
7. Mama
8. Diavolo in me
9. Miserere
10. Ridammi il sole
11. X Colpa di Chi?
12. Il volo
13. Così celeste
14. Menta e rosmarino
15. Va, pensiero
16. Blu
17. Baila
18. Ahum
19. Indaco dagli occhi del cielo
20. Bacco perbacco
21. Un kilo
22. Occhi
23. Wonderful Life

Bonus Videos
1. Il pelo nell'uovo
2. Papà perché
3. Mama get real
4. Cuba libre
5. È delicato
6. The making of Diamante
7. The making of Miserere
8. The making of Dune mosse
9. Occhi (Desert Version playback)
10. Pronto (L.A. Studio Version)
11. Let it shine (New Orleans Version)
12. Troppa fedeltà (Zucchero's Version)